# Sociedad de Productores de Fonogramas
La Sociedad de Productores de Fonogramas (SOPROFON) è un'organizzazione facente parte dell'International Federation of the Phonographic Industry che rappresenta l'industria musicale dell'Ecuador.